# Paranotoreas opipara
Paranotoreas opipara là một loài bướm đêm trong họ Geometridae.